# Melangyna viridiceps
Espèce
Melangyna viridiceps est une espèce d'insectes diptères, de la famille des syrphes australiens, connu en anglais sous le nom de « Common hover fly » (« syrphe commun »).

## Description

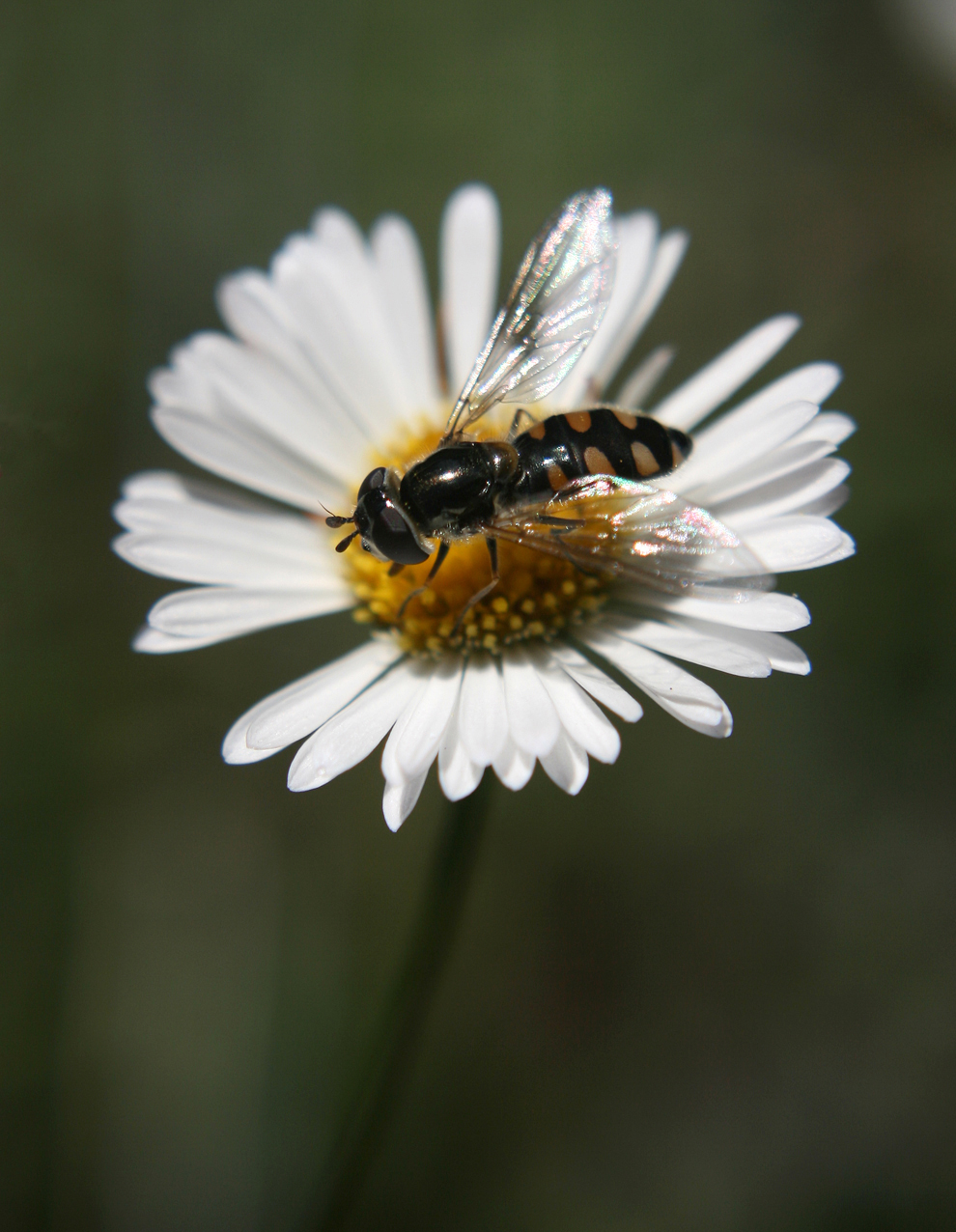
Polliniser une fleur

C'est l'un des deux syrphes les plus répandus en Australie, aux côtés de Simosyrphus grandicornis, avec lequel il a souvent été confondu, mais dont il se distingue par son thorax tout noir,,.

## Alimentation
Les imagos se nourrissent de pollen et de nectar qu'ils récoltent sur les fleurs, tandis que les larves se nourrissent de pucerons.

## Distribution
On le trouve largement dans l'est de l'Australie .
Certaines sources indiquent que l'espèce est également présente en Nouvelle-Zélande, soit sur les îles Kermadec uniquement, soit sur les Kermadecs mais également sur le continent,. Cependant, les sources les plus récentes n'enregistrent pas cette espèce comme étant présente en dehors de l'Australie. La mention de Miller en 1921 pour le Kermadec s'est avérée être une erreur d'identification pour Simosyrphus grandicornis, et Macfarlane et al. ont omis de citer des spécimens ou des rapports publiés pour leur affirmation de la présence de l'espèce dans le Kermadec,.

## Systématique
Le nom valide complet (avec auteur) de ce taxon est Melangyna viridiceps (Macquart, 1847).
L'espèce a été initialement classée dans le genre Syrphus sous le protonyme Syrphus viridiceps Macquart, 1847.
Melangyna viridiceps a pour synonyme :
- Syrphus viridiceps Macquart, 1847